# Lista de vereadores de Porangatu da 7.ª legislatura
Lista de vereadores de Porangatu da 7.ª legislatura, essa lista abrange os 7 vereadores que cumpriram mandato de 1973 até 1977 na Câmara Municipal do referido munícipio.

## Composição de bancadas
| Partido | Bancada | Líder                       | Posição  |
| ------- | ------- | --------------------------- | -------- |
| ARENA   | 5 / 7   | Lourival Pinheiro de Araújo | Governo  |
| MDB     | 2 / 7   | Apuram Pereira de Oliveira  | Oposição |

## Vereadores por votação
| Partido                  | Partido | Vereador(a):               | Quantidade de votos: | Votos em %: |
| ------------------------ | ------- | -------------------------- | -------------------- | ----------- |
|                          | ARENA   | Tomé Rodrigues de Araújo   | 440                  | 11.15%      |
| Lourival Araújo Pinheiro | ARENA   | 401                        | 10.16%               |             |
| José Luiz dos Santos     | ARENA   | 357                        | 9.05%                |             |
| Lázaro Pereira de Melo   | ARENA   | 244                        | 6.18%                |             |
| Azy Ferreira Pinheiro    | ARENA   | 241                        | 6.11%                |             |
|                          | MDB     | Apuram Pereira de Oliveira | 233                  | 5,9%        |
| Raimundo Alves Ribeiro   | MDB     | 216                        | 5,47%                |             |

## Lista de Mesas Diretoras[3]
Houve 3 composições da Mesa Diretora, a lista está na seção TV Câmara do site oficial da Câmara Municipal de Porangatu.

### Biênio 1974-1975[nota 1]
| Mesa Diretora da Câmara Municipal 7.ª legislatura de Porangatu | Mesa Diretora da Câmara Municipal 7.ª legislatura de Porangatu | Mesa Diretora da Câmara Municipal 7.ª legislatura de Porangatu | Mesa Diretora da Câmara Municipal 7.ª legislatura de Porangatu |
| Nome                                                           | Retrato                                                        | Partido                                                        | Cargo                                                          |
| -------------------------------------------------------------- | -------------------------------------------------------------- | -------------------------------------------------------------- | -------------------------------------------------------------- |
| Azy Ferreira Pinheiro                                          |                                                                | ARENA                                                          | Presidente                                                     |
| Apuram Pereira de Oliveira                                     |                                                                | MDB                                                            | Vice-presidente                                                |
| Lourival Araújo Pinheiro                                       |                                                                | ARENA                                                          | 1.º Secretário(a)                                              |
| José Raimundo Filho                                            |                                                                | MDB                                                            | 2.º Secretário(a)                                              |

### Biênio 1975-1977
| Mesa Diretora da Câmara Municipal 7.ª legislatura de Porangatu | Mesa Diretora da Câmara Municipal 7.ª legislatura de Porangatu | Mesa Diretora da Câmara Municipal 7.ª legislatura de Porangatu | Mesa Diretora da Câmara Municipal 7.ª legislatura de Porangatu |
| Nome                                                           | Retrato                                                        | Partido                                                        | Cargo                                                          |
| -------------------------------------------------------------- | -------------------------------------------------------------- | -------------------------------------------------------------- | -------------------------------------------------------------- |
| Tomé Rodrigues de Araújo                                       |                                                                | ARENA                                                          | Presidente                                                     |
| Lourival Araújo Pinheiro                                       |                                                                | ARENA                                                          | Vice-presidente                                                |
| Lázaro Pereira de Melo                                         |                                                                | ARENA                                                          | 1º Secretário                                                  |
| Apuram Pereira de Oliveira                                     |                                                                | MDB                                                            | 2º Secretário                                                  |

## Duas Câmaras Municipais
Em 2 de setembro de 1975, o juiz de direito Tito de Brito Mendanha, declarou nulidade dos atos praticados por duas legislaturas da Câmara Municipal, que estavam funcionando ilicitamente em conjunto. Com isso Mendanha cassou os vereadores que não eleitos em 1972. Aqueles que tiveram os mandatos validados, se reuniram para eleger a Mesa Diretora.

## Suplentes empossados
| Nome                 | Nome                   | Partido | Data de posse        | Titular                  | Ref.        |
| -------------------- | ---------------------- | ------- | -------------------- | ------------------------ | ----------- |
|                      | José Raimundo Filho    | MDB     | 1974                 | Raimundo Alves Ribeiro   | [ 2 ] [ 5 ] |
|                      | Januário Bispo Ganguçu | ARENA   | 1977                 | Tomé Rodrigues de Araújo | [ 2 ] [ 5 ] |
| José da Mata Ribeiro | ARENA                  | 1977    | José Luiz dos Santos |                          | [ 2 ] [ 5 ] |